# Вернер Пьочке
Вернер Пьочке (нім. Werner Pötschke; 6 березня 1914, Брюссель — 24 березня 1945, Веспрем) — німецький офіцер Ваффен-СС, штурмбанфюрер СС, кавалер Лицарського хреста Залізного хреста з Дубовим листям.

## Ранні роки
Вернер Пьочке народився 6 березня 1914 року в місті Брюссель. В 1935 році Пьочке поступив до Частин посилення СС. З березня 1938 був командиром взводу в штандарті СС «Дер Фюрер», з яким брав участь у Польській кампанії.

## Друга світова війна
У Французькій кампанії 1940 року Вернер командував взводом 1-ї роти розвідувального батальйону дивізії посилення СС. У 1941 році Пьочке взяв участь в Балканській кампанії і в боях на Східному фронті. З квітня 1942 року був командиром 2-ї роти розвідувального батальйону СС «Дас Райх».
На початку 1943 року переведений до 1-го батальйону 1-го танкового полку СС «Лейбштандарт СС Адольф Гітлер» командиром 1-ї роти. У серпні 1943 його частина була направлена до Італії, а в грудні 1943-го — до Росії. За відзнаки в боях у Кам'янець-Подільському котлі 4 червня 1944 року нагороджений Лицарським хрестом Залізного хреста. Пьочке взяв участь в операціях «Вахта на Рейні» і «Весняне пробудження».
У 1945 році він командував 1-м батальйоном 1-го танкового полку СС «Лейбштандарт СС Адольф Гітлер». 15 березня 1945 року був нагороджений Дубовим листям до Лицарського хреста Залізного хреста. У боях в Угорщині Вернер був важко поранений в бою і 24 березня 1945 помер від наслідків поранення.

## Звання
- Унтерштурмфюрер СС (25 травня 1940)
- Оберштурмфюрер СС (21 червня 1942)
- Гауптштурмфюрер СС (1 вересня 1942)
- Штурмбанфюрер СС (9 листопада 1944)

## Нагороди
- Залізний хрест (1939)
  - 2-го класу (27 вересня 1939)
  - 1-го класу (2 червня 1940)
- Медаль «За зимову кампанію на Сході 1941/42»
- Нагрудний знак «За поранення» в сріблі
- Нагрудний знак «За танкову атаку» 3-го ступеня «50» (15 листопада 1944)[2]
- Нагрудний знак ближнього бою
- Німецький хрест в золоті (5 листопада 1942) як гауптштурмфюрер СС і командир 2-ї роти розвідувального батальйону СС «Дас Райх»
- Лицарський хрест Залізного хреста з Дубовим листям
  - Лицарський хрест (4 червня 1944) як гауптштурмфюрер СС і командир 1-ї роти 1-го танкового полку СС «Лейбштандарт СС Адольф Гітлер»
  - Дубове листя (№ 783) (15 березня 1945) як штурмбаннфюрер СС і командир I батальйону 1-го танкового полку СС «Лейбштандарт СС Адольф Гітлер»
- Почесна застібка на орденську стрічку для Сухопутних військ (5 березня 1945)